# Pedro Rosselló González
Pedro Roselló González (San Juan, Puerto Rico, 5 d'abril de 1944) és un metge i polític porto-riqueny, 7è governador de Puerto Rico de 1993 a 2001. El seu fill, Ricardo Rosselló Nevares, fou elegit també governador en les eleccions del 8 de novembre de 2016.

## Biografia
Pedro Rosselló té ascendència mallorquina, el seu avi fou Pere Joan Rosselló Batle, originari de Lloseta, que en el 1902, amb 23 anys, va emigrar a l'illa de Puerto Rico. Pere Joan es va casar amb Jacobina Matanzo i van tenir quatre fills: Joan, Pere, Olga i Maria. Joan va ser metge psiquiatre de molt prestigi i pare de Pedro Rosselló González.
Va estudiar la carrera de Medicina a la Universitat de Notre Dame, Indiana, on, abans de la seva graduació el 1966, es va convertir en capità de l'equip universitari de tennis. Com a jugador, va ser classificat per l'Associació de Tennis dels Estats Units i va guanyar cinc edicions del torneig de Puerto Rico. El 1970 es va doctorar per la Universitat Yale i en els sis anys següents va residir amb la seva dona al continent, especialitzant-se en cirurgia general i pediatria a Harvard i altres universitats.
El 1985, va ser nomenat director del departament de Salut de la ciutat de San Juan. El 1988 es va unir al Partit Nou Progressista (PNP), formació conservadora i partidària de la plena integració de Puerto Rico als Estats Units.
El juny de 1991, Pedro Rosselló, després d'una disputa de poder amb l'antic governador Carlos Romero Barceló (1977-1985), va ser elegit president del PNP i el 8 desembre es va apuntar un important èxit polític en fracassar via referèndum (52,9% en contra i 44,8% a favor) la pretensió del governador Rafael Hernández Colón, del PPD, d'adoptar una "carta de drets democràtics" per reforçar l'autonomia a Puerto Rico. Aquesta carta, entre d'altres aspectes, mantenia l'espanyol com l'única llengua oficial, condició que fins al mes d'abril anterior havia compartit amb l'anglès, idioma no parlat pel 80% de la població. Fent campanya a favor de la derogació de l'ELA i la incorporació de Puerto Rico com el 51è estat de la Unió, Rosselló va ser nominat pel seu partit candidat al lloc de governador i, en les eleccions generals del 3 de novembre de 1992, es va imposar amb el 50% dels vots a la candidata oficialista, Victoria Muñoz Mendoza, filla de qui va ser líder nacionalista i primer governador, Luis Muñoz Marín.
En les legislatives, el PNP va aconseguir 36 dels 53 escons de la Cambra de Representants. Va prendre possessió com a governador de Puerto Rico el 2 de gener de 1993. Rosselló i el PNP van ser revalidats en les eleccions de 5 de novembre de 1996 amb el 51,1% dels vots i 37 escons respectivament, davant dels demòcrates i el seu candidat, Hèctor Luis Acevedo Pérez, amb el millor resultat obtingut per un candidat a governador des de la victòria del popular demòcrata Roberto Sánchez Vilella el 1964.